# Escapexstacy
Escapexstacy è il primo album del gruppo musicale finlandese gothic metal dei Poisonblack.

## Tracce
1. The Glow of the Flames – 2:57
2. Love Infernal – 3:57
3. The State – 4:56
4. All Else Is Hollow – 4:02
5. In Lust – 5:30
6. The Exciter – 4:29
7. Lay Your Heart to Rest – 4:24
8. With Her I Die – 5:20
9. Illusion/Delusion – 4:24
10. The Kiss of Death – 4:32

## Formazione
- Juha-Pekka Leppäluoto - voce
- Ville Laihiala - chitarra
- Marco Sneck - tastiere
- Janne Kukkonen - basso
- Tarmo Kanerva - batteria